# Provincia Limpopo
Limpopo este o provincie din partea de nord a republicii Africa de Sud. Ea se întinde pe o suprafață de 125.754 km², iar capitala provinciei este Polokwane. Provincia se mărginește la nord cu Parcul Național Kruger, numele provenind de la fluviul Limpopo, însă denumirea inițială a provinciei până în anul 1994 a fost Northern-Province.

## Orașe
- Bela-Bela (Warmbaths)
- Lephalale (Ellisras)
- Musina (Messina)
- Polokwane (Pietersburg)
- Phalaborwa
- Tzaneen

## Structura etnică
- negri (96,7 %)
- albi (2,6 %)
- mulatri (0,3 %)
- asiatici (0,3 %)